# 国鉄DT32形台車

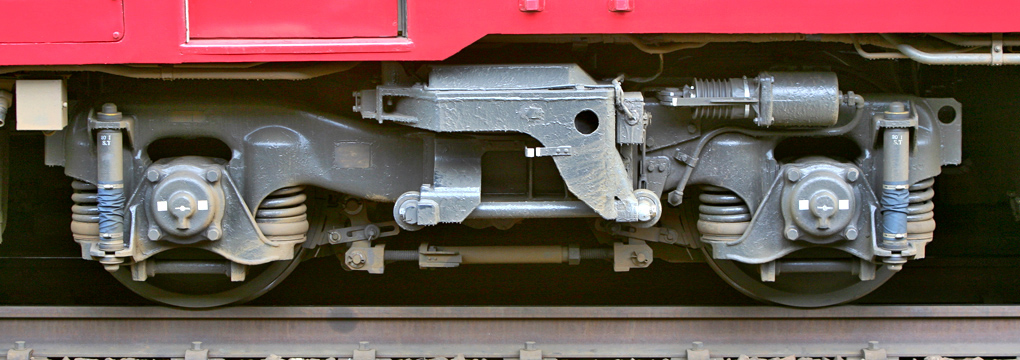
DT32E形台車（モハ484-292）

国鉄DT32形台車（こくてつDT32がただいしゃ）は、日本国有鉄道（国鉄）が開発した鉄道車両用台車の一形式である。

## 概説
国鉄新性能電車向け第一世代量産空気ばね台車であるDT23・DT24系の改良後継機種として、特急形電車および急行形電車向け動力台車である本形式と、基本設計を同じくする付随台車のTR69が設計された。
これらは1962年（昭和37年）より製造が開始された451系・471系交直流急行形電車で初採用され、この時期以降に新製された、185系直流特急形電車までの特急・急行形電車の内、特殊仕様の381系直流特急形電車と781系交流特急形電車を除く各系列の電動車に、細部の改良を重ねつつ20年以上にわたって採用された。また、117系直流近郊形電車0番台車や417系交直流近郊形電車にも採用されている。

## 構造

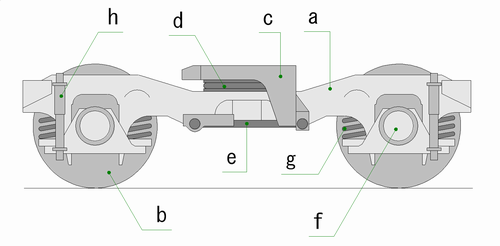
DT32/TR69系台車の概略図（ブレーキ等は省略）
a-台車枠 / b-車輪 / c-枕ばり / d-枕ばね装置 / e-ボルスタアンカー / f-軸箱 / g-軸ばね装置 / h-軸ダンパ

国鉄電車用量産台車としては初のインダイレクトマウント空気ばね台車である。

### 台車枠
電気式気動車用のDT18より採用が始まり、釣り掛け駆動の旧性能電車用台車であるDT20で確立された設計手法を踏襲する。
通常の圧延鋼板をプレス成型した部品を溶接して組み立て、左右の側枠とそれらを連結する2本のトランサム（横梁）を一体化して梯子状とした、軽量にして充分な強度のモノコック構造台車枠を構成する。
軸距はDT21・DT23・DT24などと同じ2,100 mmである。
側枠そのものの基本設計はDT21以降の国鉄電車用台車で標準となっていたものを踏襲しているが、枕ばねの方式変更により中央部を下げて弓形とする必要が生じたため、新規に設計されている。また、DT23では軽量化を目的として過度に薄い板材を当初用い、さらに側枠そのものに軽量孔（軽め孔）を設けるなどしていたが、高速かつ長距離の特急運用で酷使された結果、短期間で台車枠亀裂等の問題を引き起こして台車枠の交換を強いられたことに対する反省から本形式では軽量孔は設けられず、部材厚なども通常の値とされている。
しかしながら、最高速度の向上や使用条件の変化など、走行条件の変化により台車枠の各部に亀裂が発生することとなり、途中で側梁、横梁の板厚を9 mmから12 mmに強化した。稼働中の板厚9 mm台車枠の多くは途中で板厚12 mmに強化した台車枠に交換された。

### 軸箱支持機構

ウィングばねとペデスタルの動き（図中、ダンパは省略）

DT21以来の軸箱左右に突き出す翼形の金具を取り付け、それぞれにコイルばねを乗せて側枠からの荷重を支えるウィングばね式軸箱支持機構を採用する。
この方式は軸箱の上下動の案内にペデスタルと呼ばれる摺動面を持つガイドレールを必要とし、短周期で適切な保守を行わない場合、摺動面の摩耗で隙間が生じて高速走行時に車軸の1軸蛇行動を誘発しやすくなる、という問題を抱えている。しかし、その反面構造が単純で、しかも各社の特許に依存しない設計であるため、その製造コストが低廉となるというメリットがあり、保守上も既存のインフラで対応が可能である点で有利であった。
それゆえ、国鉄では最末期の1985年（昭和60年）に円錐積層ゴムを採用することでペデスタルを廃したDT50系台車が量産化されるまで、四半世紀の長きにわたりこの方式が標準的に採用され続けている。
また、本形式では前世代の特急・急行形電車用空気ばね台車であったDT23・DT24にはなかったオイルダンパを各軸箱に1基ずつ付加することで軸箱の鋭敏な上下動を抑止し、高速運転時の走行特性の改善を図っている。

### 枕ばね支持機構
ベローズ式あるいはダイアフラム式空気ばねによる、インダイレクトマウント式の枕ばね装置を備える。
インダイレクトマウント式は空気ばね台車の開発過程で考案された、軽量化のために揺れ枕機構を省略した枕ばね支持方式の一つである。
この方式では車体の荷重は心皿 → 枕梁 → 枕ばね → 側枠 → 軸箱支持装置の順に伝達され、牽引力は心皿 → 枕梁 → ボルスタアンカー → 側枠 → 軸箱支持装置の順に伝達される。
このうち、枕梁直上にあって車体と台車の回転軸の軸受を担当する心皿については、直径を大きくとって大型化し、また軸受側の形状を工夫して摺動面積を拡大することで台車の回転を抑制、直進安定性を高め、台車の2次蛇行動発生を抑止する、大径心皿構造となっている。
この構造は1959年（昭和34年）の川崎車輌OK-22・東急車輛製造TS-313（京浜急行電鉄デハ1000形電車 (初代)）および1960年（昭和35年）の川崎車輌OK-23・OK-24（山陽電気鉄道2000系電車）といくつかの私鉄向け台車などで既に採用例があった。
国鉄では検修設備などの制約により、ダイレクトマウント式の採用が困難であったことから、保守の作業性に配慮しつつ、乗り心地改善に効果があり、しかも揺れ枕廃止により台車重量の軽量化が達成できる次善の策として、この方式が採用されたと見られる。
なお、本形式およびTR69では側受が省略されているほか、DT23系と同様、空気ばねを採用したことによるロール剛性の低下を補い、乗り心地の改善を図ることを目的として、揺れ枕装置下部にトーションバーによるアンチローリング装置を標準搭載している。

### 仕様
- 形式 - 2軸動力台車
- 車体支持機構 - インダイレクトマウント式・大径心皿方式
- 枕ばね - ベローズ式あるいはダイアフラム式空気ばね
- 台車枠 - 鋼板プレス材溶接組立
- 軸ばね - コイル式ウィングばね
- 軸箱支持装置 - 軸箱守（ペデスタル）方式
- 軸距 - 2,100 mm
- 車輪径 - 860 mm
- 備考 - アンチローリング装置としてトーションバーを装備

## 派生形式
長期間にわたって国鉄電車の標準台車の一つとして量産された形式であるが、元々DT21系を基本に誕生したものであったこともあり、国鉄向けとしてはサフィックス追加による小改良は繰り返されたものの、バリエーションモデルは同系付随台車であるTR69を除くと、枕ばねの支持機構を変更した301系電車用の2種（DT34・TR204）およびキハ40系気動車 (2代)用の2種（DT44・TR227）に限られた。
これに対し私鉄向けは特にインダイレクトマウントに拘束される理由はなく、本形式をダイレクトマウント式に変更した仕様のものが川崎重工業によって本形式量産期間中に製造された電車に装着して供給されている。
国鉄電車向け
- TR69：本形式の付随台車版。基礎ブレーキが片押し式の踏面ブレーキからTR62などと同様のディスクブレーキに変更されており、このため各軸2基ずつ装着されたローターそれぞれに対応するブレーキキャリパーがトランサムから突き出すようにして装着されている。また、このディスクブレーキキャリパー装着のためにトランサムそのものの取り付け位置もDT32とは異なり、やや車軸よりに移設されている。
- DT32A・TR69A：481系特急形電車用として採用。
- DT32B・TR69B：従来型の使用実績を反映し、ベローズ式空気ばねのままで耐久性を向上、またボルスタアンカーをより丈夫なものに設計変更し、車軸径を増大したタイプ。量産中の165系などから採用が開始された。
- DT32C・TR69C：181系特急形電車の100番台車に採用。181系は床面高さが他系列よりも低いため、それに合わせた設計変更が実施されている。
- DT32D・TR69D：581・583系寝台特急形電車に採用。DT32B・TR69Bを基本としつつ、板厚を増して重装備で車体が重い同系列での使用に備え、また枕ばねをベローズ式からダイアフラム式に変更したが、昼夜を問わぬ過酷な運用もあってトラブルが続出した。
- DT32E・TR69E：485系用として、1971年度（昭和46年度）製の途中より採用。同時期製造の489系の一部と、183系特急形電車にも採用された。DT32D・TR69Dでの設計変更を反映し、DT32A・TR69Aの空気ばねをダイアフラム式に変更したもの。
- TR69F：TR69Bの空気ばねをダイアフラム式に変更したもの。サロ110形1200番台以降に採用された。
- DT32F・TR69J：417系近郊形電車用として採用。DT32E・TR69Eを基本にブレーキシリンダーや軸箱周辺の凍結・耐雪対策を実施したもの。
- DT32G・TR69G：北海道向けに新造された485系1500番台用として採用。DT32Fと同様、耐雪対策を講じているが、DT32Gでは片押し式であった基礎ブレーキ装置を両抱き式に変更し、鋳鉄製制輪子を常に軽く踏面に当ててその熱で雪噛みを防ぐ「耐雪ブレーキ」の使用を可能とし、更に踏面清掃装置を付加して降雪時の制動力向上を図っている。

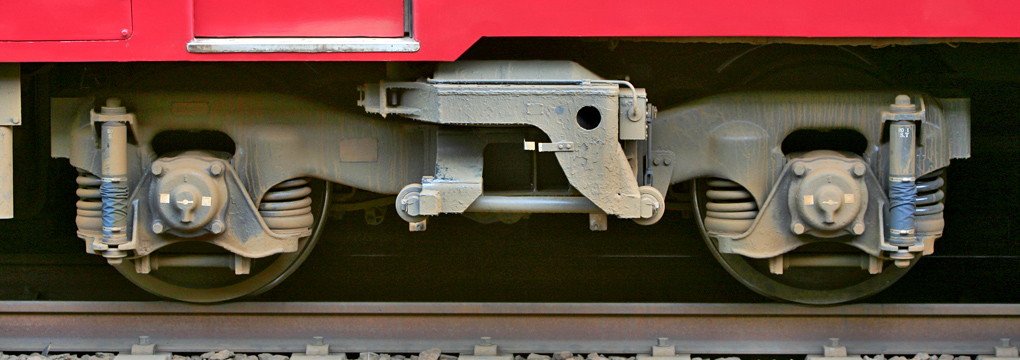
TR69H形（クハ481-326）

- TR69H：TR69Eのブレーキシリンダーをダイヤフラム式に変更したもの。1974年度（昭和49年度）発注の485系より採用された。
- DT32I・TR69I：183系1000番台用として設計。DT32E・TR69Eの耐寒耐雪バージョンに相当する。189系にも採用された。
- DT32H・TR69K：117系近郊形電車および185系特急形電車用として製造。
- DT32J：1C6M制御を行う、193系電気検測試験車のために設計。主電動機支持架の相違から区分されるが、基本はDT32I相当となる。

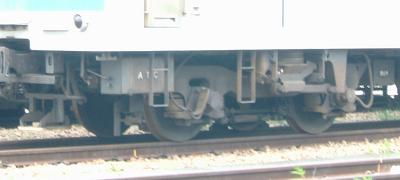
DT34形（クモハ300-2）

- DT34・TR204：地下鉄乗り入れ用の301系通勤形電車用として設計。通勤形として、そして在来線向けとして初採用となる、車体直結のベローズ式空気ばねによるダイレクトマウント式の揺れ枕装置を備える。ただし軸箱支持機構のオイルダンパは省略され、DT34のみ103系と同じMT55を主電動機として装架する必要から車輪径が910 mmに拡大されている。なお、103系のDT33ではMT55の直径増大から軸間距離が通常より長い2,300 mmであったのに対し、DT34では揺れ枕部が車体直結方式となっていて構造が異なることから、通常と同じ2,100 mmとなっている。

国鉄気動車向け

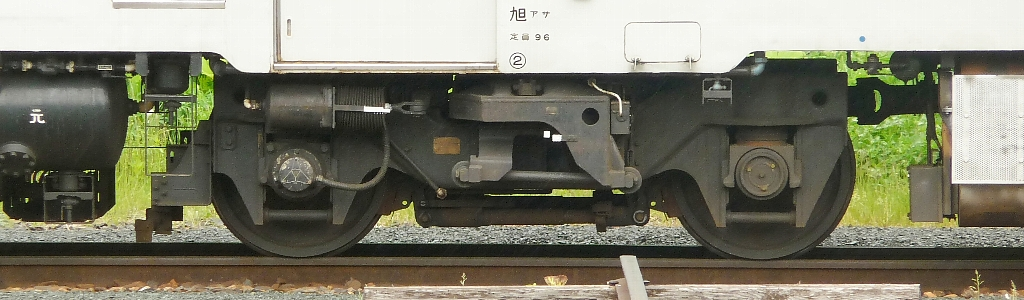
DT44 (TR227)

- DT44・TR227：枕ばねがコイルばねでは着雪・固着が問題となるキハ40系気動車 (2代)の酷寒地形・寒地形に採用。軸箱支持機構は簡素なペデスタル+軸ばね式で、このため側枠は新規に設計されているが、揺れ枕より上はDT32E・TR69E以降と共通部品を採用して保守コストの低減を図っている。軸ばねには、ゴムの被覆で雪噛みを防ぐ「エリゴばね」が採用されている。1978年（昭和53年）から、DT46と共通化が図られたDT44A・TR227Aに取って代わられた。

私鉄向け
- 川崎重工業
  - KW-9・KW-10：西鉄2000形電車全車と西鉄5000形電車第1次車から第5次車までに採用。本形式の枕ばねをダイレクトマウント式とし、1,435 mm軌間用に変更したもの。KW-9が電動車用、KW-10が制御車用で、基礎ブレーキはいずれも踏面片押し式ブレーキを採用。なお、5000系第6次車以降に採用されたKW-9A・10Aは、サフィックスが付与されただけのバリエーションモデルとされるが、側枠（角形断面に変更）・軸箱支持機構（円筒案内式に変更）と主要部が全面的に新設計のものに置き換わっており、実質的には全くの別形式である。
  - KW-12：神戸電気鉄道3000系電車の第1編成から第7編成まで採用。本形式のダイレクトマウント版に相当する。山岳線区用のため、基礎ブレーキは踏面両抱き式である。
  - KW-15・KW-16：山陽電鉄3050系電車の1973年（昭和48年）・1977年（昭和52年）製の11両に採用。KW-9・10と同系だがブレーキシリンダーがダイアフラム式となって内装されている点で異なる。
  - KW-27・KW-28：山陽電鉄3050系電車の1978年（昭和53年）・1979年（昭和54年）製の6両に採用。KW-15・16の同等品であるが、ブレーキシリンダーが通常のシリンダー式に戻って側枠に取り付けられるなど、各部の形状が若干異なる。
- 川崎重工業・東急車輛製造
  - TH-1000T：従来製造メーカーごとに台車形式が異なっていた京浜急行電鉄デハ1000形電車 (初代)の台車形式統合による保守の合理化を目的として川崎重工業で1971年に設計され、京浜急行電鉄へ車両を納入する川崎重工業（川崎重工業としての社内形式はKW-11）と東急車輛製造の2社で合計136両分が製造された。1,435 mm軌間用で枕ばね装置がダイレクトマウント式に変更され、地下鉄線乗り入れ車として高加減速運用に充当されることから基礎ブレーキとして踏面両抱き式ブレーキを備え、各側枠に2基ずつブレーキシリンダーが露出して取り付けられている。
- 日立製作所
  - KH-39・KH-39A・KH-55・KH-55A:京王帝都電鉄5000系電車用に製造された台車。国鉄DT32と同じインダイレクトマウント式で、京王線用の1,372 mm軌間対応であるが、標準軌にも対応できる構造となっている。軸ばねオイルダンパはなく、ブレーキワークは両抱き・片押しと各形式で異なる。
- 日本車輌製造
  - NA-312A:同じく京王5000系電車用。

海外向け
- 台湾鉄路管理局
  - KH-125・KH-126：1986年日立製作所製。DR2900系・DR3000系気動車用として設計された動力台車(KH-125)および付随台車(KH-126)。いずれもDT32を基本とするが、基礎ブレーキ装置は台湾鉄路管理局(TRA)の仕様要求に適合させるため、DT32Gと同様の両抱き式踏面ブレーキに変更している。また気動車用であるため、KH-125にはトランサムに主電動機支持架に代えて最終減速機の転動防止用リンクの支持架が追加されている。台湾での使用条件に合わせて、DT32Gに比して梁や枕梁を強化している。

## 採用された車両
※ 同等品・流用品・他事業者からの中古品を使用する車両、DT32系台車を装着したまま改造された車両、他事業者からDT32系台車を装着したまま譲り受け使用されている車両（あるいは過去に使用された車両）を含む。
- 国鉄・JR
  - 通勤形 - 107系（廃車発生品）
  - 近郊形 - サロ110形（300番台・350番台・400番台・500番台・1200番台・1300番台・1350番台、1200番台以外は改造車）・サロ112形（改造車・51のみ）・サロ113形・サロ124形（初期車のみ・廃車発生品・後年はサロ212形・サロ213形に改造）・115系3500番台（改造車）・117系0番台・413系（流用品）・417系・419系（改造車）・715系（改造車）・717系（流用品）・719系0番台（廃車発生品）
  - 急行形 - 163系・165系・167系・169系・451系・453系・455系・457系・471系・473系・475系
  - 特急形 - 181系100番台・183系・185系・189系・481系・483系・485系・489系・581系・583系
  - 事業用車 - クモヤ191形・193系0番台・443系
  - 気動車 - キサロハ182形5100番台（廃車発生品）
  - 客車 - オハ24形300番台・スシ24形（改造車）
- 私鉄・第三セクター
  - 阿武隈急行 - A417系（JR東日本417系譲受）
  - 秩父鉄道 - 3000系（JR東日本165系譲受）
  - 富士急行 - 2000形（JR東日本165系譲受）
  - しなの鉄道 - 169系（JR東日本169系譲受）
  - 富山地方鉄道 - 10030形（廃車発生品）・16010形（廃車発生品）
  - 上信電鉄 - 700形 (JR東日本107系譲受)